# Manfredo Manfredini
Manfredo Cosimo Augusto Antonio Manfredini (Ferrara, 15 luglio 1881 – Mombello, 31 maggio 1907) è stato un pittore e letterato italiano.

## Biografia
Il padre Odoardo era impiegato, la madre Maria Barbi Cinti apparteneva a una colta famiglia ferrarese. Era infatti figlia di Francesco, funzionario comunale, docente ed erudito, e nipote di Giovanni, detentore di una straordinaria collezione d'arte che comprendeva oltre seicento antichi dipinti, dispersa a fine secolo a seguito di burrascose vicende familiari. Nel 1891, subito dopo la morte di Francesco Barbi Cinti, la famiglia Manfredini decise di trasferirsi ad Ancona. Odoardo in seguito divenne ispettore demaniale a Urbino. 
Manfredo fu avviato dai genitori a studi di carattere umanistico (ginnasio e liceo classico); tuttavia già durante l'adolescenza aveva cominciato a disegnare e usava illustrare egli stesso i suoi componimenti letterari. Presso la tipografia Rocchetti di Urbino, nel 1904 pubblicò l'opuscolo La psiche riflesso dell'ambiente, una ventina di pagine dense di spunti filosofici, storici e letterari.
Si trasferì quindi a Firenze, città in cui verosimilmente frequentò i corsi liberi della Scuola di Nudo presso l'Accademia di belle arti. Secondo la testimonianza del fratello Mario, egli eseguì numerosi ritratti ed autoritratti, paesaggi e composizioni oniriche, non sempre completate. Dall'editore Giuseppe Nerbini ebbe l'incarico di illustrare una edizione a fascicoli settimanali della Divina Commedia e di commentare i cento canti del poema riassumendone il contenuto. L'intenzione di Nerbini era di realizzare un'opera popolare e accessibile a tutti, quasi in antitesi alla più sontuosa edizione coeva pubblicata dai fratelli Alinari. Le illustrazioni di Manfredini si presentavano singolarmente moderne e molto diverse sia da quelle simboliste degli Alinari, sia da quelle più famose dell'ottocentesco Gustave Doré, considerato da tutti il fondatore dell'immaginario visivo del testo dantesco.
Nel corso dell'esecuzione febbrile ed eccitata di questa faticosa opera, Manfredini conobbe la cantante lirica ucraina Solomija Krušel'nyc'ka, più anziana di lui di nove anni e che si era stabilita in Italia grazie al sodalizio con Giacomo Puccini, di cui aveva portato al successo la Madama Butterfly. L'artista ferrarese si invaghì follemente del soprano, ma non fu corrisposto: la singolare infatuazione (unilaterale, secondo la cantante) sarebbe iniziata in un teatro di Napoli per poi proseguire nel corso di alcuni anni durante le rappresentazioni sui palcoscenici di Ravenna, Torino, Milano e Viareggio, alle quali il Manfredini non mancava mai di assistere. 
La vicenda, caratterizzata da colpi di testa, carteggi sconclusionati, arresti e fogli di via, si concluse tragicamente nell'aprile 1907 a Milano, dove la cantante doveva esibirsi al Teatro alla Scala nella prima assoluta della Gloria di Francesco Cilea, diretta da Arturo Toscanini. Manfredini, che la seguiva ossessivamente nei suoi spostamenti, tentò di avvicinarla per l'ennesima volta al Grand Hotel et de Milan dove lei soggiornava; introdottosi furtivamente nell'albergo, fu bloccato da alcuni inservienti dopo una vivace colluttazione. Addosso gli furono trovati un coltello, una rivoltella carica e un flacone di vetriolo; arrestato dalle forze dell'ordine, fu dapprima inviato in carcere ma, subito giudicato dai medici insano di mente, venne ricoverato presso il manicomio di Mombello in Brianza, allora Ospedale Psichiatrico Provinciale di Milano. Dopo una agonia durata quaranta giorni, Manfredini morì ufficialmente per una grave forma di tubercolosi polmonare.
Il lavoro di illustrazione della Divina Commedia rimase giocoforza incompiuto, arrestandosi al XIII canto del Purgatorio, ma già in vita, alcuni estimatori quali lo scultore romano Ernesto Biondi lo avevano giudicato un capolavoro. L'editore Nerbini dovette quindi affidare le restanti tavole illustrative al napoletano Tancredi Scarpelli. La pubblicazione incontrò un buon successo, tanto che se ne conoscono una decina di riedizioni con varianti, ultima delle quali stampata nel 1961. Alcuni critici hanno erroneamente ascritto l'intero apparato illustrativo a Scarpelli, ignorando del tutto l'apporto del Manfredini, del quale ci rimangono comunque 66 tavole, giudicate positivamente anche da studiosi anglosassoni che ne hanno recentemente rivalutato la qualità espressiva.
Nel settembre 2021 il Comune di Ferrara, in occasione delle celebrazioni dantesche, gli ha dedicato una mostra nel Palazzo Municipale. In seguito Manfredini è stato inserito in altre rassegne sull'opera dantesca a Torino e a Ravenna